# Еродия Ндомбаси, Абдулайе
Абдулайе Еродия Ндомбаси(фр. Abdoulaye Yerodia Ndombasi; 5 января 1933, Леопольдвиль, Бельгийское Конго — 19 февраля 2019, Киншаса, Демократическая республика Конго) — конголезский политический и государственный деятель, вице-президент переходного правительства Демократической Республики Конго (17 июля 2003 — декабрь 2006). Министр иностранных дел Демократической Республики Конго (1999—2000). Член Парламента Демократической Республики Конго. Сенатор.

## Биография
Был одним из ближайших сторонников Лорана-Дезире Кабилы с периода партизанской борьбы до прихода к власти в Киншасе 17 мая 1997 года после победы над властью Мобуту.
Будучи сторонником Лорана-Дезире Кабилы с 2 января 1998 года занимал пост руководителя Кабинета Президента. Позже, был министром иностранных дел (с 15 марта 1999 по конца 2000).
Член Народной партии реконструкции и демократии.
В 2003 году после переговоров в Претории по мандату мирного урегулирования с повстанческими группами и оппозиционными партиями стал одним из четырёх вице-президентов Демократической Республики Конго (вместе с Азариасом Рубервой, Артуром З’ахиди Нгома и Жан-Пьером Бемба).
Был выдвинут на этот пост в апреле 2003 года президентом Лораном Кабилой как представитель правительства Кабилы. На этом посту находился до 2006 года. В последующие годы был сенатором.
Дружил с Чжоу Эньлаем и Че Геварой.

## Дело в Международном Суде
А. Еродия Ндомбаси был вовлечён в прецедентное дело Международного суда ООН. В 1998 году он публично призывал население Конго убивать участников мятежа против правительства, прежде всего этнических Тутси. В ответ Бельгия выдала международный ордер на его арест, на основании закона Бельгии (известный как бельгийский Закон об универсальной юрисдикции, который позже был отменён), что позволяло бельгийским судам преследовать международные преступления, обвиняя Еродия в подстрекательстве к геноциду. Правительство Конго ответило подачей иска против Бельгии в Международный Суд, утверждая, что Бельгия не имеет юрисдикции и Еродия пользуется дипломатическим иммунитетом как министр иностранных дел. Этот случай, решился в пользу Конго. При рассмотрении дела Конго отвергло аргументы своей юрисдикции и дело было решено исключительно по поводу дипломатического иммунитета Еродия как министра иностранных дел. Однако некоторые правозащитные группы считают это решение ударом по универсальной юрисдикции.